# 聖若瑟教區中學英文部
聖若瑟教區中學英文部 （英語：Colégio Diocesano de São José,Cinta Escola,Seccão Inglesa））是澳門一所位於澳門半島天主教學校，創辦於1962年，由天主教澳門教區所設辦的一所集幼兒、小學、中學一年級至三年級教育的學校。聖若瑟教區中學是一所非牟利中英文男女私立學校，為澳門免費公共教育網學校之一。
原為聖若瑟教區中學其中一個校部，現為聖若瑟教區中學第五校其中一個校部，非牟利私立學校，由天主教澳門教區持牌。聖若瑟教區中學原本共有兩個英文部，一個在聖若瑟教區中學第五校，設在中一至中六，第二個是在聖若瑟教區中學第四校，只設中四至中六。之後第四校取消英文部，現時只有第五校有英文部。

## 辦學歷史
聖若瑟教區中學英文部前身是聖若瑟修院馬安瑟神父創辧的聖若瑟中葡學校附設英文專修科，學生約200人，但只開辦約一年。直至1961年，聖若瑟中學發展英文教育，增設英文部，可惜因澳門在1966年爆發政治運動導致英文部再次被取消。直至1983年英文部再次在聖若瑟教區中學第六校(即當時校本部)復辦英文部。高天予神父任第六校校長後撤英文部並併入第五校，自此聖若瑟教區中學第五校設有英文部並提供中一至中五年級教育，何發全神父任校長。踏入21世紀後，聖若瑟教區中學第五校英文部已發展成小學及中學完整的英文教學制度。自2017年起，天主教澳門教區改革教區直轄學校，增設聖若瑟教區中學英文部，聖若瑟教區中學第六校英文部。目前，共有三所英文部分別座落澳門各區。

### 創校初期
1932年，聖若瑟中葡學校更名為聖若瑟中學。
1943年，聖若瑟中學因經濟衰退而停辦。
1962年，第四校增設英文部。
1967年，因一二·三事件取消英文部。
1974年7月，羅玉成神父出任聖若瑟中學校長，並宣佈直屬主教府。

### 教區學校合併期
1979年，高秉常主教訓令聖若瑟中學與將望德中學、真原小學(現今聖若瑟教區中學第五校)合併。
1979年7月，三校合併為聖若瑟教區中學，由羅玉成為校長，何發全及羅啟瑞為副校長。

### 英文部分治

#### 聖若瑟教區中學第六校英文部
1983年，聖若瑟教區中學第六校正式復辦英文部。
1991年9月，將聖若瑟教區中學第六校英文部遷入歸聖若瑟教區中學第五校管理。
2006年，聖若瑟教區中學第六校為提高學生的英文水平及令英文成為第二語言，引入多名外籍教師，在高一開設英文部。
2007年，位於青洲聖若瑟教區中學第六校校園清拆，第六校上課的學生遷往聖若瑟教區中學第二、三校上課，由下午1時至傍晚6時10分。之後幾年聖若瑟教區中學第六校取消英文部，剩下聖若瑟教區中學第五校英文部。
2017年，聖若瑟教區中學第六校校園重建完工，聖若瑟教區中學第六校英文部重新在教青局立案開辦。

#### 聖若瑟教區中學第五校英文部
1991年9月，何發全神父正式擔任聖若瑟教區中學第五校英文部校長，英文部設置中一至中五，模式類似香港中五學制。
2013年4月，增設英文部中六年級。
2013年7月，何發全神父離任，郭華邦博士接任第五校英文部校長。
2014年，增設小學英文部。

#### 聖若瑟教區中學英文部
2017年，天主教澳門教區主教李斌生委任校長李仁傑先生籌組英文部，撥位於風順堂上街一號校舍(第二校)作小學英文部，大堂街17號(第四校)作幼稚園英文部。

## 聖若瑟教區中學英文部發展時間表
- 表中橙色代表聖若瑟教區中學，紅色代表聖若瑟教區中學第五校，綠色代表聖若瑟教區中學第六校。

## 聖若瑟教區中學英文部
聖若瑟教區中學英文部 （英語：Colégio Diocesano de São José,Cinta Escola,Seccão Inglesa））是澳門一所位於澳門半島天主教學校，創辦於1962年，由天主教澳門教區所設辦的一所集幼兒教育、小學教育的學校。聖若瑟教區中學是一所非牟利中英文男女私立學校，為澳門免費公共教育網學校之一。

### 聖若瑟教區中學英文部歷任校長
| 任次                     | 中文名     | 英文部校長任期 | 備註                                                                     |
| ------------------------ | ---------- | -------------- | ------------------------------------------------------------------------ |
| 聖若瑟中葡學校時代       |            |                |                                                                          |
| 1                        | 顏儼若神父 | 1932 - 1933    | 聖若瑟中葡學校校長，只辦學一年                                           |
| 聖若瑟中學時代           |            |                |                                                                          |
|                          |            | 1932 - 1960    | 因經濟不景取消英文部，及後因二戰原故聖若瑟中學更於1943停辦               |
| 2                        | 何心源神父 | 1962 - 1966    | 1961年復辦英文部，及後因一二·三事件再度取消英文部                        |
| 聖若瑟教區中學校本部時代 |            |                |                                                                          |
| 3                        | 羅玉成神父 | 2006 - 2009    | 因第六校重建，第六校學生入遷回，羅校長曾嘗試於高一重開英文部，後再度取消 |
| 聖若瑟教區中學英文部時代 |            |                |                                                                          |
| 4                        | 李仁傑先生 | 2017 - 現任    | 重設英文部，撥第二及第四校提供幼兒及小學英文教育                         |

## 聖若瑟教區中學第五校英文部
聖若瑟教區中學第五校英文部（英語：Colégio Diocesano de São José,Cinta Escola,Seccão Inglesa））是澳門一所位於澳門半島天主教學校，創辦於1991年，由天主教澳門教區所設辦的一所集幼兒、小學、中學教育的學校。聖若瑟教區中學第五校英文部是一所非牟利中英文男女私立學校，為澳門免費公共教育網學校之一。

### 聖若瑟教區中學第五校英文部歷任校長
| 任次                           | 中文名     | 英文部校長任期 | 備註                                  |
| ------------------------------ | ---------- | -------------- | ------------------------------------- |
| 聖若瑟教區中學第五校英文部時代 |            |                |                                       |
| 1                              | 何發全神父 | 1991 - 2013    | 接辦原第六校英文部 增設英文部中六年級 |
| 2                              | 郭華邦博士 | 2013 - 2017    | 擴充英文部至小學教育                  |
| 3                              | 胡錦遠博士 | 2017 - 2020    |                                       |
| 4                              | 黃建民先生 | 2020 - 現任    |                                       |

## 聖若瑟教區中學第六校英文部
聖若瑟教區中學第六校英文部 （英語：Colégio Diocesano de São José,Cinta Escola,Seccão Inglesa））是澳門一所位於澳門半島天主教學校，創辦於2017年，由天主教澳門教區所設辦的一所中學教育的學校。聖若瑟教區中學是一所非牟利中英文男女私立學校，為澳門免費公共教育網學校之一。

### 聖若瑟教區中學第六校英文部歷任校長
| 任次                           | 中文名     | 英文部校長任期 | 備註                                                                       |
| ------------------------------ | ---------- | -------------- | -------------------------------------------------------------------------- |
| 聖若瑟教區中學校本部英文部時代 |            |                |                                                                            |
| 1                              | 羅玉成神父 | 1983 - 1988    | 復辦英文部，並將遷入第六校校區                                             |
| 2                              | 高天予神父 | 1988 - 1991    | 改由聖若瑟教區中學第五校接辦                                               |
| 3                              | 羅玉成神父 | 2006 - 2009    | 06年再次復辦，後因重建第六校工程出現重大問題而導致經濟壓力，再次結束英文部 |
| 聖若瑟教區中學第六校英文部時代 |            |                |                                                                            |
| 4                              | 喬樹勇博士 | 2017 - 現任    | 第六校重建完工，英文部於2017年正式向政府立案                               |

## 校歌
聖若瑟教區中學英文部校歌
|  | 濠鏡喜波平 一片雅歌聲 宏校宇 育群英 育群英 都哉聖若瑟 都哉聖若瑟 大教益昌明 智以廣 德維馨 強體魄 作干城 國土愈安寧 |

## 外部連結
- 澳門聖若瑟教區中學第五校 （页面存档备份，存于）